# شهرستان چاوز (نیومکزیکو)

شهرستان چاوز، نیومکزیکو یکی از شهرستان‌های ایالت نیومکزیکو است. جمعیت این شهرستان بر طبق آمارهای مربوط به سال ۲۰۱۰، برابر است با ۶۵.۶۴۵ نفر. همچنین مساحت این شهرستان ۱۵.۷۳۴ کیلومتر مربع است. نام این شهرستان برگرفته شده از نام یکی از فرماندهان نظامی، سرهنگ خوزه فرانسیسکو چاوز، که در زمان جنگ داخلی آمریکا روی کار بود، است.
شهر رازول مرکز این شهرستان است.

## پیوند
- وب‌گاه رسمی